# Brisbane Cricket Ground
El Brisbane Cricket Ground popularmente conocido como The Gabba, es un Estadio multiusos ubicado en Woolloongabba un suburbio de la ciudad de Brisbane, en Queensland, Australia. Es utilizado principalmente para la práctica del cricket y el fútbol de reglas australianas, y ocasionalmente para el fútbol y rugby.
Construido en 1895, el estadio ha sido históricamente la sede de la Asociación de Cricket de Queensland y de varios juegos de la selección de críquet de Australia, en este recinto deportivo también se comenzó a jugar el Fútbol australiano a principios de siglo XX. En la actualidad se utiliza para la disputa de competiciones oficiales de fútbol australiano entre los meses de marzo a septiembre, y reuniones de cricket entre septiembre a marzo. El club de fútbol australiano Brisbane Lions de la Australian Football League juega allí, al igual que los equipos de críquet Queensland Bulls del Sheffield Shield y la One-Day Cup, y los Brisbane Heat de la Big Bash League.
Entre 1993 y 2005, The Gabba fue reconstruido totalmente en seis etapas, adoptando las dimensiones del campo de juego de forma oval son 170,6 metros (este-oeste) por 149,9 metros (norte-sur) para poder disputar juegos de élite de fútbol australiano. La capacidad de asientos de la tierra es ahora de 42 000 asientos.
A nivel internacional fue una de las sedes de la Copa Mundial de Críquet de 1992 y de 2015, albergó también siete partidos del Torneo masculino de fútbol en los Juegos Olímpicos de Sídney 2000.
En marzo de 2017, Adele ofreció 2 conciertos como parte de su gira Adele Live 2017.

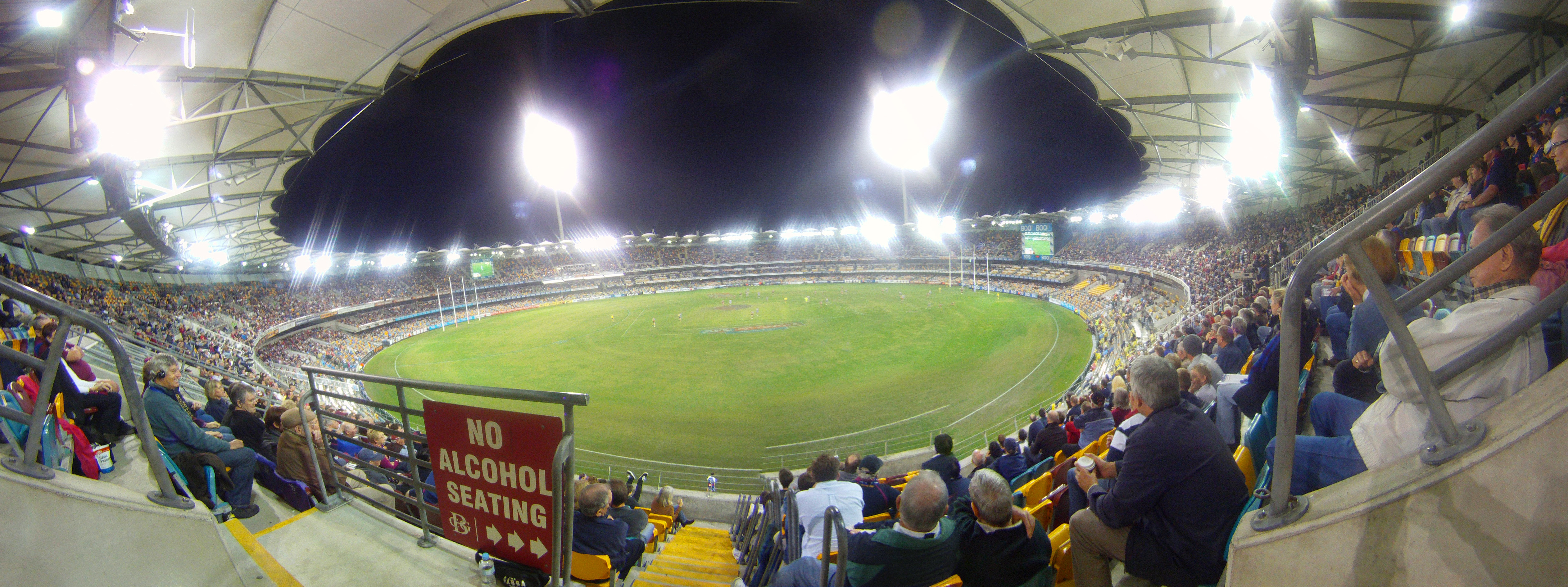
Panorámica del estadio.